# 华中科技大学管理学院
华中科技大学管理学院（ School of Management, Huazhong University of Science and Technology ），创办于1979年。其前身为原华中工学院工程经济系，后经历管理工程系、经济管理学院、工商管理学院，最后形成管理学院。学院教授39人，副教授50人，讲师23人，其中拥有博士学位的教师占82%，长江学者1人，楚天学者7人，新世纪人才6人。2012年通过了AMBA认证。学院图书馆与美国啤酒公司安海斯-布希共建。